# محمد (كتاب)
محمد ﷺ هو أحد أشهر مؤلفات الدكتور مصطفى محمود، ويتكلم فيه عن نبي الله محمد صلى الله عليه وسلم، وقد حقق الكتاب منذ صدوره وحتى أيامنا هذه، فالكتاب يعاد طبعه مرات ومرات. يحاول المؤلف من خلال هذا الكتاب تناول بعض الأحداث والمواقف من سيرة النبي المصطفى، ليبرهن على حكمة النبي وعظيم صفاته، وكي يدلل أيضًا على كمال وروعة لم ولن نرى مثلها أبدًا، فهو يرينا كيف كان هذا الرجل البدوي البسيط يسعى بين الناس دون تكلف، يتكلم بتلقائية، لا يتصنع علمًا ولا يتلو من كتاب ولا يأخذ بأي سبب من أسباب العظمة الدنيوية. لقد كان الرسول عليه الصلاة والسلام مثالأ لليقظة والفطنة والانتباه والقدرة النفسية والجسدية على تحمل أضعاف ما يتحله الشخص العادي من أعباء، وعلى الإتيان بإضعاف ما يستطيعه الرجل العادي، وكأنه أمة في رجل، وهكذا كان الرسول عظيمً في كل ميزان سواء ميزان الدين أم الأخلاق أم الشعور، ويعد هذا الكتاب من البراهين الدالة على نبوة محمد صلى الله عليه وسلم عقليًا.

## موضوعات الكتاب
يتضمن فهرس الكتاب خمسة موضوعات أساسية، متمثلة في:
- محمد.
- ليست عظمة بل نبوة.
- روح مشعة آسرة.
- مسيرة كالإعصار.
- محمد صانع الرجال.

## اقتباسات من الكتاب[3]
" هكذا بدأت الحال بين الناس أمة واحدة على الجهل والمادية والكفر وعبادة اللذة العاجلة، لا يؤمنون إلا بما يقع في دائرة حواسهم، ولا تتجاوز أشواقهم دائرة المعدة والغرائز، ثم نزلت الكتب والرسل فتفرق الناس بين مصدق ومكذب، بين مؤمن وكافر، واختلفوا شيعًا وطوائف".
"وقد جاء محمد وفي المجتمع القرشي رقيق، وترك محمد الدنيا وفي قريش رقيق..وكان لمحمد عليه الصلاة والسلام في حياته سبى ورقيق من غزواته..إذن لم يكن هم محمد في الغار وما بعد الغار مسألة السادة والعبيد.. وإنما كان همه الوحيد معرفة الإله ثم التعريف به واحدًا لا شريك له".
" لم يأخذ محمد عليه الصلاة والسلام الناس إلى متاهات لاهوتية ولم يكلفهم انقلابًا في الحكم في قريش وإنما أراد بهم أن يطهروا عقولهم من رجس الخضوع للأوثان، وأن ينزهوا ربهم عن هذه الشركة المخجلة مع أصنام لا تسمع ولا ترى، وهذه الشفاعة الوهمية لحجارة شائهة لا تملك لنفسها شيئًا".